# Henryk Chołaj
Henryk Chołaj (ur. 1 stycznia 1927 w Osinach koło Puław, zm. 25 lipca 2017 w Warszawie) – polski profesor nauk ekonomicznych (tytuł nadany w 1972 r.), członek korespondent krajowy Polskiej Akademii Nauk od 1973 roku, specjalista w dziedzinie ekonomii politycznej, tranzytologii i globalistyki.

## Nagrody
- Nagroda "Trybuny Ludu" (1975)[4]
- nagroda I stopnia Naczelnej Rady Spółdzielczej za książkę "CRS Samopomoc Chłopska w służbie wsi polskiej" (1975)[5]
- Nagroda "Trybuny Ludu" I stopnia (1985)[6]